# Ordódy Pál
Ordódi és rozsonmiticzi Ordódy Pál (Pest, 1822. augusztus 26. – Bad Ischl, 1885. augusztus 26.) politikus, közlekedésügyi miniszter.

## Élete
Jogi tanulmányai végeztével, 1844-től Komárom vármegye aljegyzője. 1848-ban Szalay Lászlót, mint titkára kísérte el a német parlamentbe, Frankfurtba. A világosi fegyverletétel után külföldre menekült, ahol Teleki László gróf hívei közé tartozott.
Hazatérése után, 1849-ben egy pótválasztáson országgyűlési képviselő lett, majd 1849-ben a szabadságharc leverése után bebörtönözték. 1861-ben Komárom vármegye főjegyzője lett és később annak egyik országgyűlési képviselője a Deák-párt színeiben. Hű párttag volt, a kiegyezésben és a balközéppel való fúzió után is követte pártját. Péchy Tamás lemondása után Tisza Kálmán kormányában egy ideig a közlekedésügyi tárcát vezette. Miniszteri mandátuma alatt fejlesztette a MÁV hálózatát és árvízvédelmi munkálatokat sürgetett, majd Szeged újjáépítését kezdeményezte.

## Fia
Fia, ifj. Ordódy Pál jogász (1853-1903), apja életében annak minisztériumában fogalmazóként dolgozott, majd a család Komárom vármegyei birtokain gazdálkodott. Élénken érdeklődött a műszaki újdonságok iránt. 1903. április 2-án a Turul léghajó egyik utasa volt, amikor a ballon a lipótvárosi gázgyár területéről felszállva az erős szélben a Rákos-mezőn szerencsétlenül járt, Ordódy kizuhant a kosárból és életét vesztette.